# Kommission Mansholt
Die EG-Kommission unter Präsident Sicco Mansholt war von 1972 bis 1973 im Amt.
Zur Kommission Malfatti gab es nur eine Veränderung, statt Malfatti wurde Landwirtschaftskommissar Mansholt Präsident und für ihn folgte Carlo Scarascia-Mugnozza.
Die Farbe bedeute die politische Zugehörigkeit (blau = Christdemokraten, rot = Sozialdemokraten, gelb = Liberaldemokraten).
| Ressort                                   | Kommissar                | Mitgliedstaat | politische Richtung |
| ----------------------------------------- | ------------------------ | ------------- | ------------------- |
| Präsident                                 | Sicco Mansholt           | Niederlande   | PvdA                |
| Vizepräsident, Landwirtschaft             | Carlo Scarascia-Mugnozza | Italien       | DC                  |
| Vizepräsident, Binnenmarkt, Energie       | Wilhelm Haferkamp        | Deutschland   | SPD                 |
| Vizepräsident, Wirtschaft, Währungsfragen | Raymond Barre            | Frankreich    |                     |
| Wettbewerb, Regionalpolitik, EU-Haushalt  | Albert Borschette        | Luxemburg     |                     |
| Soziale Angelegenheiten, Verkehr          | Albert Coppé             | Belgien       |                     |
| Außenwirtschaft, Handel                   | Ralf Dahrendorf          | Deutschland   | FDP                 |
| Außenbeziehungen                          | Jean-François Deniau     | Frankreich    | RI                  |
| Industrielle Angelegenheiten, Forschung   | Altiero Spinelli         | Italien       | PCI nahestehend     |